# Nomioides kenyensis
Nomioides kenyensis är en biart som beskrevs av Pesenko och Gregory B. Pauly 2005. Nomioides kenyensis ingår i släktet Nomioides och familjen vägbin. Inga underarter finns listade i Catalogue of Life.